# Anaxipha nitida
Anaxipha nitida är en insektsart som först beskrevs av Lucien Chopard 1912.  Anaxipha nitida ingår i släktet Anaxipha och familjen syrsor. Inga underarter finns listade i Catalogue of Life.